# سونیک رامبل
سونیک رامبل (به انگلیسی: Sonic Rumble) بازی مهمانی بتل رویال روبه‌انتشار از مجموعهٔ بازی ویدئویی سونیک خارپشت می‌باشد که توسط سونیک تیم و راویو انترتینمنت توسعه‌یافته و در سال ۲۰۲۵ برای پلت‌فرم‌های موبایل و رایانهٔ شخصی منتشر خواهد شد.
بازی در مهٔ سال ۲۰۲۴ اعلام گردید و نسخهٔ تستی بتا از ۲۴–۲۶ همان ماه قابل دسترسی می‌بود.